# Gesenk (Bergbau)

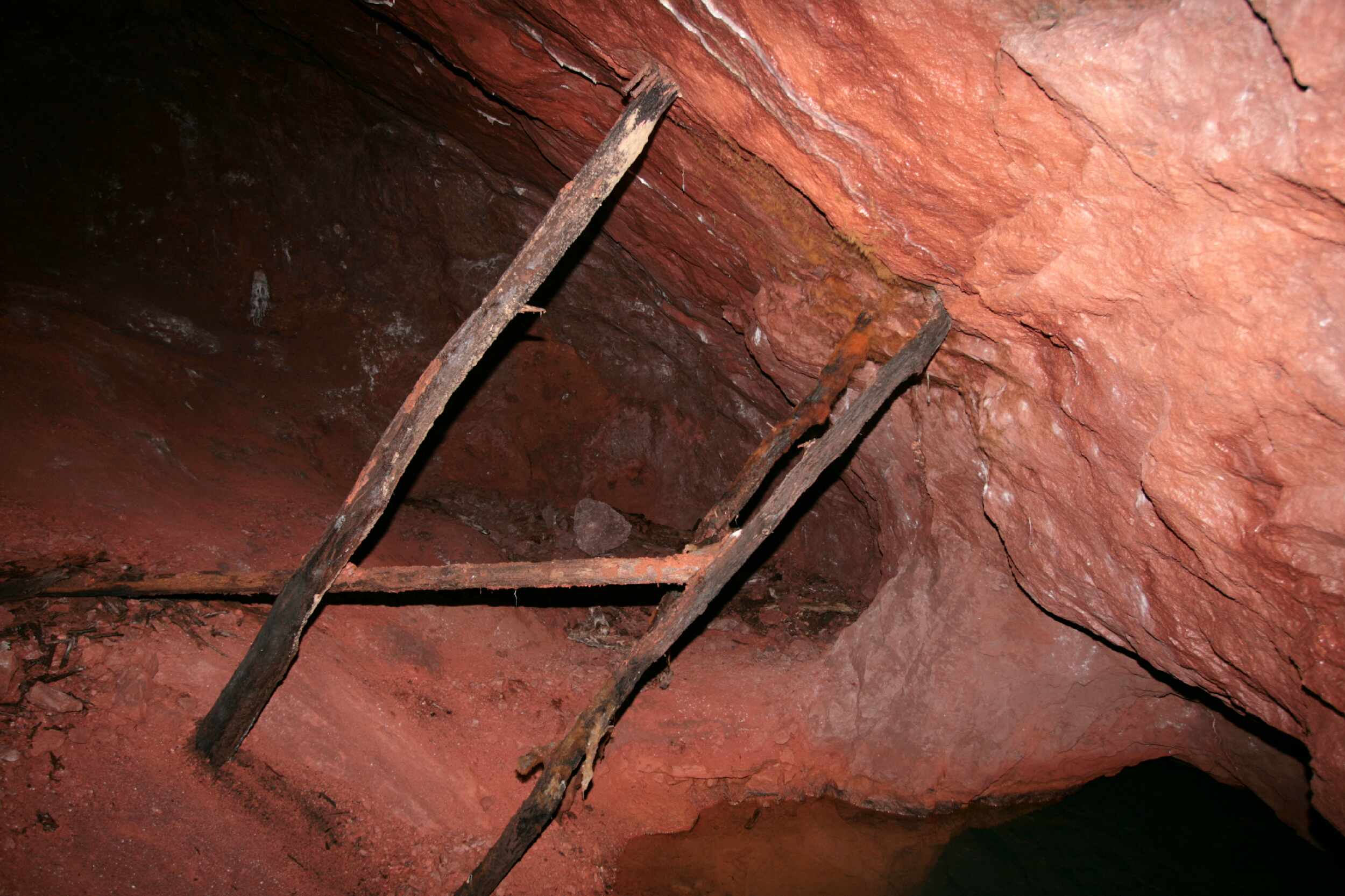
Abgebauter Gang mit Gesenk

Im Bergbau bezeichnet Gesenk einen von oben nach unten hergestellten, abgesenkten Blindschacht. Ein Gesenk kann entweder im Einfallen des Ganges oder seiger angelegt sein. Früher hatten Gesenke ausschließlich einen rechteckigen Querschnitt, während in heutiger Zeit in der Regel runde bzw. elliptische Gesenke angelegt werden. Das Gegenteil eines Gesenkes ist ein Aufbruch.
Ein Gesenk hat normalerweise keine direkte Verbindung zur Tagesoberfläche und auch nicht zu einer tieferen Sohle. Wird das Gesenk mit einer tieferen Sohle durchschlägig, bezeichnet man es normalerweise als Blindschacht.
Im Uranerzbergbau der SDAG Wismut wurden kurze Blindschächte, welche eine tiefer liegende Nebensohle, ohne Füllortanschluss an einen Förderschacht, an eine Hauptsohle anschlossen, als Gesenke bezeichnet.

## Nutzung
Gesenke dienen der Förderung, dem Materialtransport und der Fahrung von bzw. nach tiefer gelegenen Sohlen, die vom Hauptschacht aus nicht direkt erreichbar sind (Unterwerksbau) oder der Untersuchung tieferer Lagerstättenteile.
Gesenke können vom einfachen Grubenbau aus dem Altbergbau mit Handhaspel oder sogar ohne Förderung bis zum voll ausgebauten Blindschacht mit ein oder zwei Förderanlagen reichen.

## Ausnahmen

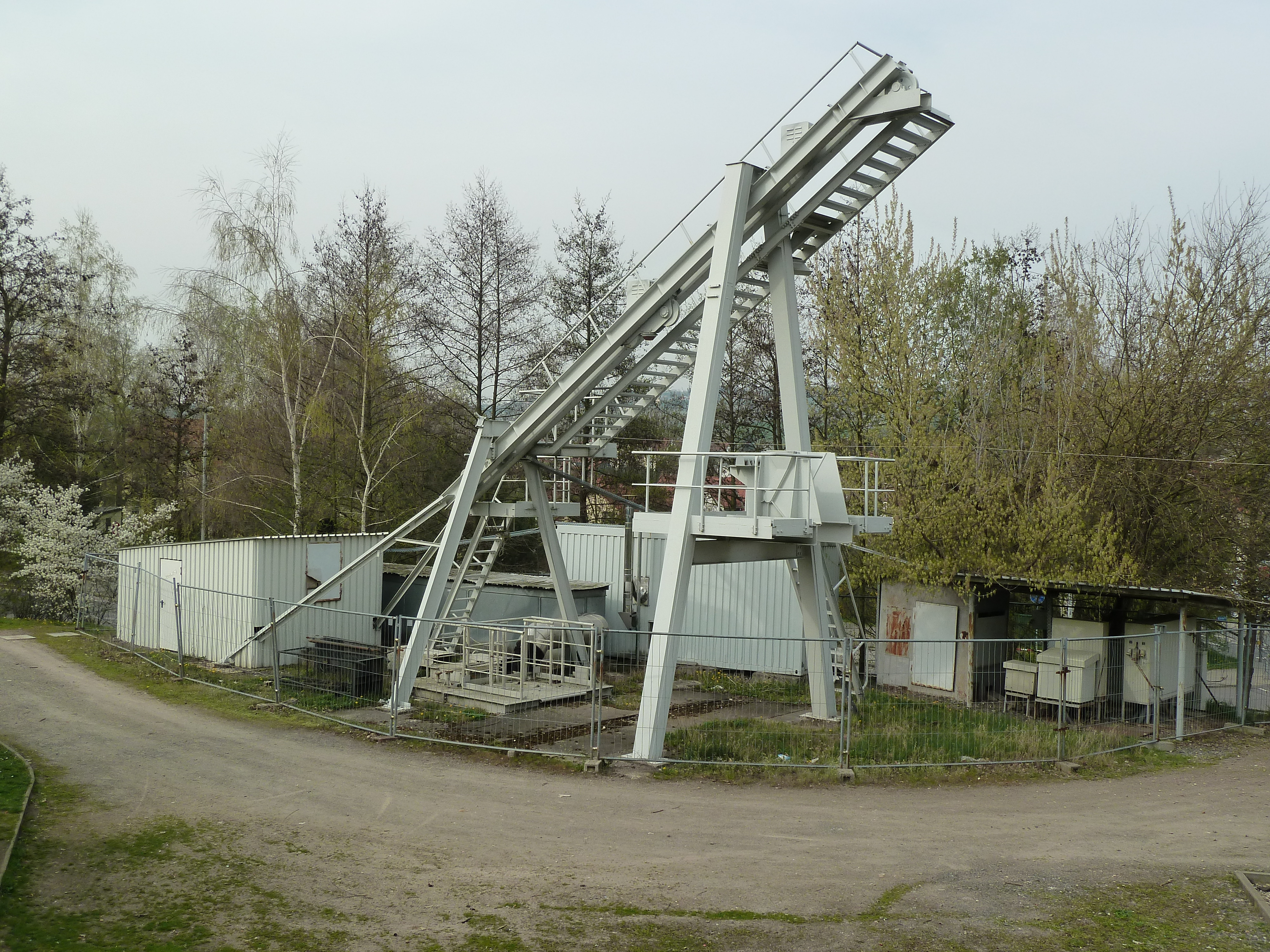
U-Gesenk in der Nähe des ehemaligen Oppelschachtes in Zauckerode zur Sanierung des Tiefen Elbstollns

Verschiedentlich werden auch kleinere Tagesschächte als Gesenke bezeichnet. Im Zuge der Sanierung des Uranerzbergbaus durch die Wismut GmbH wurden teilweise neue Schächte, unter anderem auch mehrere Tagesschächte, geteuft und als Untersuchungsgesenke bezeichnet.